# Polymorphus strumosoides
Polymorphus strumosoides är en hakmaskart som beskrevs av Lundstrom 1942. Polymorphus strumosoides ingår i släktet Polymorphus och familjen Polymorphidae. Inga underarter finns listade i Catalogue of Life.